# Akademicki Klub Górski „Halny”
Akademicki Klub Górski "Halny" (w skrócie AKG "Halny") – organizacja studencka działająca na Politechnice Poznańskiej od 1974 roku, zajmująca się popularyzacją turystyki górskiej wśród młodzieży akademickiej. Halny corocznie organizuje 6 głównych rajdów studenckich w góry, a także kilka mniejszych.
Oto nazwy rajdów głównych:
- Rajd Przebiśniegowy (dawniej Rajd Alkoholowy) - początek marca
- Rajd Sudety - pierwsza połowa kwietnia
- Rajd Ten Trzeci - długi weekend majowy
- Rajd Październikowy - połowa października
- Rajd Na Przekór - Święto Niepodległości
- Rajd Śnieżny - początek grudnia

Do mniejszych imprez zalicza się Rajd Absolwenta, Rajd Challenge, Akcja Lato. W czasie wakacji letnich członkowie klubu organizują wyprawy w góry. Są one znacznie dłuższe od rajdów, trwają zwykle ponad 2 tygodnie, uczestniczy w nich maksimum 20 osób. W roku 2006 członkowie Halnego pojechali w góry Tienszan do Kirgistanu, celem klubowej wyprawy była także Korsyka. W roku 2007 AKG "Halny" zorganizował wyprawę do Gruzji, a także w Pireneje.
Klub poza organizacją rajdów zajmuje się także pokazami slajdów z wypraw, jak również prowadzeniem wypożyczalni sprzętu górskiego i wspinaczkowego.

## Zasady członkostwa
Do Klubu nie można się zapisać. Aby zostać członkiem Halnego, należy zorganizować rajd w góry. Miejsce i dokładny czas rajdu trzeba wcześniej skonsultować z zarządem. Organizatorzy oprócz zapewnienia uczestnikom rajdu transportu i noclegu, muszą także przygotować metę, czyli finał rajdu, z konkursami, śpiewem i dobrą zabawą. Na końcu mety przedstawiciel zarządu wymyśla konkurs dla organizatorów. Po jego pomyślnym przejściu zostają oni oficjalnie przyjęci do Klubu i otrzymują klubową blachę z logo Halnego. Członek zwyczajny, który opłacił składkę członkowską, ma prawo głosu na Walnym Zgromadzeniu, które odbywa się corocznie w połowie listopada. W czasie Walnego Zgromadzenia wybiera się Zarząd na roczną kadencję. Do Zarządu mogą wejść jedynie członkowie zwyczajni, którzy są studentami. W skład zarządu wchodzi prezes, wiceprezes, sekretarz i skarbnik.